# Cúllar Vega
Cúllar Vega – gmina w Hiszpanii, w prowincji Grenada, w Andaluzji, o powierzchni 4,35 km². W 2011 roku gmina liczyła 7104 mieszkańców.
Gminą zarządzał od 2003 r. socjalista Juan de Dios Moreno. Po ponad dekadzie urzędowania, w maju 2014 r. Zrezygnował z funkcji burmistrza, a został zastąpiony przez swojego partnera partyjnego, Jorge Sáncheza Cabrerę.